# Fernando Fica
Fernando Alberto Fica Ortega (n. Santiago, Chile; 21 de abril de 1983) es un exfutbolista Chileno que jugaba como defensa. 

## Trayectoria
Debutó profesionalmente en el 2004, cuando este jugaba por Colo-Colo, equipo donde inició su carrera futbolística y curiosamente en su primer partido como profesional, convirtió su primer gol y fue ante Universidad Católica por el partido de vuelta, de la Liguilla Pre-Sudamericana 2004;Partido en que se coincidió además, con la despedida de Marcelo Espina, de los partidos oficiales del club albo.
Luego pasó por Provincial Osorno, equipo con el que fue campeón de la Primera B del 2007, Deportes Antofagasta con el cual descendió a la Primera B en el 2008, Deportes Iquique con el que fue campeón de la Primera B y de la Copa Chile del Bicentenario y luego por el Magallanes.

## Clubes
| Club                 | País  | Año       |
| -------------------- | ----- | --------- |
| Colo-Colo            | Chile | 2004-2006 |
| Instituto Nacional   | Chile | 2006      |
| Provincial Osorno    | Chile | 2007      |
| Deportes Antofagasta | Chile | 2008      |
| Deportes Iquique     | Chile | 2009-2010 |
| Magallanes           | Chile | 2011-2012 |